# Eva Langenberg
Eva Langenberg, född Eva Lühmann 1956 i Dresden, är en östtysk före detta handbollsspelare. Eva Langenberg var niometersspelare.

## Karriär

### Klubblag
Eva Langenberg började först spela fotboll, men det fanns inget damfotbollslag i Dresden, vilket gjorde att hon gick över till handboll. Hennes första klubb var Aufbau Dresden-Mitte. Efter en turnering, spartakiaden i Berlin upptäcktes hon av talangscouter från SC Leipzig och rekryterades till klubben 1972. Hon spelade för SC Leipzig fram till 1986, från 1982 till 1986 var hon lagkapten. Hennes största meriter i SC Leipzig var finalen i Europacupen 1976/1977 och Cupvinnarcupen 1977/1878. Med Leipzig blev hon DDR-mästare två gånger 1978 och 1984. Efter att ha fött två barn spelade hon efter Östtysklands fall en säsong i andra bundesligan för Turbine Leipzig.

### Landslag
Eva Langenberg blev uttagen till DDR:s damlandslag i handboll för första gången 1975. Hon förhindrades att deltaga i Olympiska sommarspelen 1976 av skada. Vid VM 1978 vann hon sin enda mästerskapstitel med Östtysklands damlandslag i handboll. Under olympiska sommarspelen 1980 var hon åter drabbad av en skada. 1984 bojkottade DDR OS i Los Angles.

## Privatliv
Eva Langenberg har en examen från barn- och ungdomsidrottsskolan i Leipzig och studerade särskilt psykologi. 1992 ledde hon en arbetsgrupp för handboll på en lågstadieskola. Hon var en av grundarna av klubben HSV Mölkau. 